# Gadirtha distincta
Gadirtha distincta är en fjärilsart som beskrevs av Lucas. Gadirtha distincta ingår i släktet Gadirtha och familjen trågspinnare. Inga underarter finns listade i Catalogue of Life.